# Roberto Romeo
Roberto Romeo (Soverato, 27 aprile 1990) è un calciatore italiano, centrocampista del Chindia Târgoviște.

## Carriera

### Club
Inizia la carriera nelle giovanili della Reggina, arrivando a giocare in Primavera nel campionato 2008-2009. Nella stagione 2009-2010 va in prestito in Lega Pro Seconda Divisione, al Cassino, con il quale colleziona 18 presenze e 1 rete, ottenendo il 7º posto in classifica, con la squadra che non si iscriverà al campionato la stagione successiva. Nel 2010-2011 rimane in Seconda Divisione, stavolta al Poggibonsi, con il quale gioca per 13 volte in stagione, chiudendo 8º. Successivamente ritorna in Calabria, al Catanzaro, con il quale alla prima stagione ottiene la promozione in Prima Divisione contribuendo con 17 presenze. Nell'anno seguente non troverà spazio in nessuna partita. Nel settembre 2013 decide di andare a giocare all'estero, in Romania, al Gaz Metan Mediaș, in massima serie. Esordisce il 25 settembre in Coppa di Romania vincendo 4-0 sul campo del Petrolistul Boldesti. La prima in campionato arriva invece il 3 novembre nella sconfitta per 3-1 in trasferta contro l'Astra Giurgiu. Alla seconda stagione nella massima serie chiude al 13º posto, retrocedendo in Liga II, riuscendo però a ritornarvi dopo una sola annata.

## Statistiche

### Presenze e reti nei club
Statistiche aggiornate al 18 gennaio 2023.
| Stagione                | Squadra                 | Campionato              | Campionato | Campionato | Coppe nazionali | Coppe nazionali | Coppe nazionali | Coppe continentali | Coppe continentali | Coppe continentali | Altre coppe | Altre coppe | Altre coppe | Totale | Totale |
| Stagione                | Squadra                 | Comp                    | Pres       | Reti       | Comp            | Pres            | Reti            | Comp               | Pres               | Reti               | Comp        | Pres        | Reti        | Pres   | Reti   |
| ----------------------- | ----------------------- | ----------------------- | ---------- | ---------- | --------------- | --------------- | --------------- | ------------------ | ------------------ | ------------------ | ----------- | ----------- | ----------- | ------ | ------ |
| 2009-2010               | Cassino                 | 2D                      | 18         | 1          | CI-LP           | 0               | 0               |                    | -                  | -                  |             | -           | -           | 18     | 1      |
| 2010-2011               | Poggibonsi              | 2D                      | 13         | 0          | CI-LP           | 0               | 0               |                    | -                  | -                  |             | -           | -           | 13     | 0      |
| 2011-2012               | Catanzaro               | 2D                      | 17         | 0          | CI-LP           | 0               | 0               | -                  | -                  | -                  | -           | -           | -           | 17     | 0      |
| 2012-2013               | Catanzaro               | 1D                      | 0          | 0          | CI+CI-LP        | 1               | 0               | -                  | -                  | -                  | -           | -           | -           | 1      | 0      |
| Totale Catanzaro        | Totale Catanzaro        | Totale Catanzaro        | 17         | 0          |                 | 1               | 0               |                    | -                  | -                  |             | -           | -           | 18     | 0      |
| 2013-2014               | Gaz Metan Mediaș        | L1                      | 5          | 0          | CR              | 2               | 0               | -                  | -                  | -                  | -           | -           | -           | 7      | 0      |
| 2014-2015               | Gaz Metan Mediaș        | L1                      | 14         | 0          | CR+CdL          | 1+0             | 0               | -                  | -                  | -                  | -           | -           | -           | 15     | 0      |
| 2015-2016               | Gaz Metan Mediaș        | L2                      | 11+4       | 1          | CR              | 0               | 0               |                    | -                  | -                  |             | -           | -           | 15     | 1      |
| 2016-2017               | Gaz Metan Mediaș        | L1                      | 15+5       | 0          | CR+CdL          | 1+1             | 0               | -                  | -                  | -                  | -           | -           | -           | 22     | 0      |
| 2017-2018               | Gaz Metan Mediaș        | L1                      | 13+8       | 2          | CR              | 4               | 0               | -                  | -                  | -                  | -           | -           | -           | 25     | 2      |
| 2018-2019               | Gaz Metan Mediaș        | L1                      | 14+2       | 0          | CR              | 2               | 0               | -                  | -                  | -                  | -           | -           | -           | 18     | 0      |
| 2019-2020               | Gaz Metan Mediaș        | L1                      | 16+6       | 0+2        | CR              | 0               | 0               | -                  | -                  | -                  | -           | -           | -           | 22     | 2      |
| 2020-2021               | Gaz Metan Mediaș        | L1                      | 16+5       | 1          | CR              | 2               | 0               | -                  | -                  | -                  | -           | -           | -           | 23     | 1      |
| 2021-gen. 2022          | Gaz Metan Mediaș        | L1                      | 9          | 0          | CR              | 1               | 0               |                    | -                  | -                  |             | -           | -           | 10     | 0      |
| Totale Gaz Metan Mediaș | Totale Gaz Metan Mediaș | Totale Gaz Metan Mediaș | 113+30     | 4+2        |                 | 14              | 0               |                    | -                  | -                  |             | -           | -           | 157    | 6      |
| gen.-giu. 2022          | U Cluj                  | L2                      | 2+11       | 0+1        | CR              | -               | -               | -                  | -                  | -                  | -           | -           | -           | 13     | 1      |
| 2022-gen. 2023          | U Cluj                  | L1                      | 8          | 0          | CR              | 1               | 0               | -                  | -                  | -                  | -           | -           | -           | 9      | 0      |
| Totale U Cluj           | Totale U Cluj           | Totale U Cluj           | 10+11      | 0+1        |                 | 1               | 0               |                    | -                  | -                  |             | -           | -           | 22     | 1      |
| Totale carriera         | Totale carriera         | Totale carriera         | 212        | 8          |                 | 16              | 0               |                    | -                  | -                  |             | -           | -           | 228    | 8      |

## Palmarès

### Club

#### Competizioni nazionali
- Liga II: 1

Gaz Metan Mediaș: 2015-2016